# Catedral de San José (Zanzíbar)
La Catedral de San José (en inglés: St. Joseph's Cathedral) es uno de los edificios históricos más importantes en Stone Town, Zanzíbar, así como uno de sus principales atracciones turísticas, está localizada en el país africano de Tanzania. La iglesia es utilizada regularmente por la comunidad católica local, con varias misas que se celebra todos los domingos y en ocasiones durante la semana. La iglesia se encuentra en la zona Baghani, en la carretera Kenyatta. Si bien sus torres gemelas son fáciles de ver desde la distancia y desde lugares elevados en Stone Town (o los Balcones de la Casa de las Maravillas), la iglesia misma puede resultar difícil de encontrar en el laberinto de estrechas calles de Baghani. Es la catedral de la diócesis de Zanzíbar.
La ruta más fácil a la iglesia está siguiendo la carretera Kenyatta a la calle Gizenga y luego tomar la primera calle a la derecha. La iglesia fue construida por misioneros franceses entre 1893 y 1898. El diseño de la iglesia se basa en la de la Catedral de Marsella en Francia.